# Lake Murchison
Lake Murchison är en sjö i Australien. Den ligger i delstaten Tasmanien, i den sydöstra delen av landet, omkring 180 kilometer nordväst om delstatshuvudstaden Hobart.
I omgivningarna runt Lake Murchison växer i huvudsak städsegrön lövskog. Trakten runt Lake Murchison är nära nog obefolkad, med mindre än två invånare per kvadratkilometer. Genomsnittlig årsnederbörd är 2 426 millimeter. Den regnigaste månaden är augusti, med i genomsnitt 307 mm nederbörd, och den torraste är februari, med 103 mm nederbörd.